# Nick Wauters
Pour les articles homonymes, voir Wauters.
Nick Wauters (prononciation néerlandaise: [nɪk ʋʌu̯tərs] ) est un scénariste belge pour la télévision et éditeur, mieux connu comme le créateur et coproducteur exécutif de la série télévisée de NBC The Event.
Il est diplômé de l'Oberlin College. Il a écrit pour la série télévisée Médium, Les 4400 et Eureka. Il a également écrit, réalisé et produit plusieurs courts métrages tels que Rainy Season basé sur le Étienne d'Angleterre.